# Chiamalo sonno
Chiamalo sonno (Call It Sleep) è il romanzo d'esordio dello scrittore statunitense Henry Roth pubblicato nel 1934. Narra le esperienze di un bambino che cresce nel ghetto ebraico di New York (Lower East Side) all'inizio del ventesimo secolo.

## Storia editoriale
Il libro fu accolto con favore dalla critica, ma si vendette poco e non fu ristampato per quasi trent'anni. Fu riportato in luce da una recensione del critico letterario Irving Howe sulla prima pagina di The New York Times Book Review il 25 ottobre 1964. Riedito da Avon in paperback, vendette più di un milione di copie. Nel 2005 è stato incluso dalla rivista Time nella lista dei cento migliori romanzi in lingua inglese scritti dal 1923.
Il romanzo è stato tradotto in portoghese, olandese, finlandese, turco, russo, ungherese, spagnolo, tedesco, danese, catalano, francese, polacco, oltre che in italiano.

## Trama
Chiamalo sonno è la storia di una famiglia di ebrei galiziani immigrata a New York all'inizio del ventesimo secolo. Il protagonista, David Schearl, di sei anni, ha un rapporto affettuoso con la madre Genya, mentre il padre Albert è freddo, pieno di risentimento verso la moglie e il figlio. David cresce fra la paura della potenziale violenza del padre e la vita squallida nelle strade del sobborgo. Quando la famiglia ha iniziato ad ambientarsi, viene dalla Galizia austriaca (oggi Ucraina occidentale) la sorella di Genya, Bertha, che si stabilisce da loro. Il suo carattere aspro e disinibito offende Albert, e la sua presenza in casa rinnova e aggrava la tensione nelle relazioni famigliari.
Ascoltando Genya e Bertha chiacchierare, David intuisce che sua madre forse ha avuto una relazione amorosa con un non ebreo in Galizia prima di sposare Albert, e immagina la cornice romantica dei "campi di grano" per gli incontri segreti della coppia.
Bertha lascia casa Schearl quando sposa Nathan; insieme aprono un negozio di dolciumi e vivono con le due figlie di Nathan, Polly e Esther.
David, quando inizia l'istruzione religiosa presso il rabbino Reb Yidel, si mette in luce ben presto come un eccezionale studioso della lingua ebraica. Egli è affascinato dalla storia contenuta nel cap. 6 del libro di Isaia, che viene tradotta dal rabbino per uno studente più grande. In particolare, lo colpisce l'immagine di un angelo che passa un carbone ardente sulle labbra di Isaia e così lo purifica dal peccato.
Durante le vacanze per Pesach, David incontra dei bambini più grandi, che non vanno a scuola, che lo costringono ad accompagnarli e a far cadere un pezzo di zinco sul binario elettrificato di un filobus. La scarica elettrica che ne deriva viene collegata nella mente di David al potere di Dio e al carbone di Isaia.
Intanto, Albert ha trovato lavoro come fattorino per la consegna del latte; David, che un giorno lo accompagna, vede Albert frustare brutalmente (forse a morte) un uomo che ha appena tentato di rubarne qualche bottiglia.
David incontra poi un ragazzo più grande, Leo, cattolico, che sfrutta l'amicizia e l'ammirazione che David prova per lui.  Gli offre così un rosario — che agli occhi di David ha poteri speciali di protezione — in cambio della possibilità di incontrare le quasi cugine di David, Polly e Esther. Leo porta Esther nella cantina del negozio di dolci e la violenta.
David, turbato e agitato, va da Reb Yidel e spiegando che Genya è in realtà sua zia, si inventa che la propria madre è morta e che lui è nato dalla relazione di lei con un non ebreo. Nel frattempo, Polly racconta a Bertha e Nathan ciò che è accaduto a Esther. Mentre il rabbino va a casa Schearl per informare Genya e Albert di quello che David gli ha raccontato, Bertha prega Nathan di non parlare ad Albert del ruolo di David nelle azioni di Leo. Pur temendo la furia di Albert, Nathan va ugualmente con l'intento di parlare.
David arriva in casa dopo che il rabbino ha parlato ai suoi genitori. Albert ha cominciato a rivelare i suoi sospetti sulla nascita di David; ha detto a Genya che il loro matrimonio è un disastro, combinato per coprire un peccato di lei (la relazione, rimasta segreta) assieme a un peccato di lui stesso. Di lui che ha lasciato che il proprio padre, un violento, fosse incornato e ucciso da un toro.
Malgrado i dinieghi di Genya, Albert riafferma la sua versione della storia e dichiara che David non è suo figlio ma il frutto della relazione di Genya.

A questo punto arrivano Nathan e Bertha. Nathan di fronte al furore freddo di Albert esita, ma è allora David stesso che si fa avanti e confessa ai genitori ciò che ha fatto. Porge anche al padre la frusta con cui egli aveva colpito il ladro di latte. Al culmine del furore, Albert scopre il rosario, e vede in esso la prova dei suoi sospetti. Si lancia su David con la frusta come per ucciderlo.
Mentre gli altri trattengono Albert, David fugge e ritorna alla rotaia elettrificata. Questa volta, tocca la terza rotaia con un lungo attrezzo per il latte, ed è colpito da una potente scarica elettrica. Privo di sensi, viene soccorso dai clienti di un'osteria vicina, rianimato dal medico di un'ambulanza, e riaccompagnato a casa da un poliziotto. Quando i genitori sono informati dell'accaduto, Albert per la prima volta mostra rimorso e compassione per il figlio. Mentre la madre lo prende in braccio, David sperimenta una sensazione "che avrebbe potuto chiamare sonno".

## Edizioni in italiano
- Henry Roth, Chiamalo sonno, traduzione di Mario Materassi, Milano: Lerici, 1964
- Henry Roth, Chiamalo sonno, traduzione, note e postfazione di Mario Materassi, Milano: Garzanti, 1986